# Marc Batchelor
Marc Batchelor (Joanesburgo, 4 de Janeiro de 1970 – Olivedale, 15 de Julho de 2019) foi um futebolista sul-africano que jogava como atacante.
Sempre atuando em equipes do seu país, Batchelor viveu o auge de sua carreira quando defendeu Orlando Pirates, clube com o qual conquistou quatro títulos entre 1994 e 1996, incluindo a Liga dos Campeões da CAF de 1995.

## Carreira após pendurar as chuteiras
Depois de se aposentar do futebol profissional em 2003, Batchelor trabalhou como um comentarista de televisão. No entanto, ele foi demitido em 2007 depois de uma briga em um restaurante.
Em 2014, Batchelor foi uma testemunha no julgamento de Oscar Pistorius, condenado por assassinar a namorada, a modelo Reeva Steenkamp, em 2013. Batchelor foi chamado a depor pois os dois ex-atletas trocaram ameaças por causa de uma suposta infidelidade de outra ex-parceira de Pistorius.

## Morte
Ele foi assassinado nas proximidades de Olivedale, no dia 15 de Julho de 2019. Segundo um porta-voz da polícia local, "ele foi atacado por dois homens em uma motocicleta. Ele estava chegando em sua casa e foi alvejado diversas vezes".

## Conquistas
Orlando Pirates
- National Soccer League (NSL): 1994
- Liga dos Campeões da CAF: 1995
- Caf Super Cup: 1996
- BP Top Eight Cup: 1996

 SuperSport United
- Rothmans Cup - 1998